# Římskokatolická farnost Vysočany
Římskokatolická farnost Vysočany (lat. Wissetschana) je zaniklá církevní správní jednotka sdružující římské katolíky ve Vysočanech a okolí. Organizačně spadala do krušnohorského vikariátu, který je jedním z deseti vikariátů litoměřické diecéze.

## Historie farnosti
Farnost byla zřízena již před rokem 1358. Od roku 1626 patřila oseckému klášteru a duchovní službu zde vykonávali řádoví kněží. Kanonicky byla obnovena roku 1653. Matriky jsou vedeny od roku 1673.
Farnost existovala do 31. prosince 2012 jako součást chomutovského farního obvodu. Od 1. ledna 2013 zanikla sloučením do farnosti Údlice-Přečaply, která však zanikla od 3. ledna 2013 sloučením s farností-děkanství Chomutov.

### Duchovní správcové vedoucí farnost
Začátek působnosti jmenovaného v duchovní správě farnosti od:
- Simon, † 1358
- 1358   Wenceslaus z Hořetic
- 1361   Vitus z Holedče
- 1380   Vitus
- 1387   Boušek z Nečemic
- 1398   Přibík z Židovce
- 1413   Udalricus z Vchynic
- 1415   Pešek, † 1431
- 1431   Bartholomaeus
- 1599   Caspar Nauserus
- 1653   Franciscus Faber O. Cist.
- Alanus Joël (z Olomouce[3]) O. Cist., † 1669
- 1669   Matthäus Müller O. Cist., † 1692
- 1693   Christophorus Huppauf O. Cist.
- 1710   Medardus Siebert O. Cist., † 1738
- Albericus Franc. Heinrich O. Cist. († 1722[3])
- Philippus Dihr O. Cist. († 1726[3])
- Paulus Franciscus Schindler O. Cist., (pozdější probošt v Brně, † 1737[3])
- Ignatius Ferd. Seemann O. Cist. (pozdější probošt v Brně, † 1748[3])
- Eustachius Janke (Janka[3]) O. Cist., n. 1693, † 9. 9. 1742 (také spisovatel[3])
- Simon Joann. Müldner O. Cist. († 1766[3])
- 1756   Robertus Johann Lerich O. Cist († 1761[3])
- 1763   Dominicus Zacharias Hertzog O. Cist. († 1763[3])
- 1789   Car. Ulich (Carolus Uhlich z Drážďan[3]) O. Cist., † 1809
- 1807   Sigism. Kreibich (Sigismund Thaddäus Kreibich[3]) O. Cist., † 25. 3. 1819
- 1820   Victor. Keyl (Viktor Joh. Kayl[3]) O. Cist., n. 1. 7. 1773 Kaaden, o. 25. 11. 1798, † 10. 9. 1840
- 1840   Placidus Herr O. Cist., n. 22. 12. 1787 Sporic. o. 8. 10. 1815, † 5. 1. 1854
- 1850   Franc. Norbertus Siemann O. Cist., n. 4. 1. 1793 Kummernens., o. 26. 8. 1818, † 29. 8. 1869
- 1859   Jos. Dressler (Josephus Dreßler[3]) O. Cist., n. 13. 12. 1808 Kommotau, o. 3. 8. 1833, † 25. 8. 1878
- 1863   Theodor Jac. Petters (Vetters[3]) O. Cist., n. 5. 12.  1809 Woelmsdorf. o. 3. 8. 1835, † 10. 10. 1875
- 1865   Gerardus Anton. Klietsch O. Cist., n. 5. 10. 1843 Prösteritz, o. 25. 7. 1849, † 30. 9. 1889
- 1887   Augustin Ferdinand Veidl O. Cist., n. 12. 1. 1844 Wissoczan, o. 26. 1. 1868, † 1. 2. 1890 († 1. února 1890 jako převor oseckého kláštera[3])
  - (1889 Wenzel Toischer, poté probošt kláštera v Marienthal v Sasku[3])
- 1889   Aegidius Henr. Regenermel (Regenärmel[3]) O. Cist., n. 15. 11. 1846 Tlutzen, o. 25. 7. 1871, † 8. 1. 1925
- 1921   Dietmar. Jos. Hauschild O. Cist., n. 29. 6. 1883 Sperbersdorf, o. 11. 7. 1909
- 1. 10. 1933 Meinrad Schneider O. Cist., n. 16. 3. 1891 Neutitschein, o. 29. 6. 1917, † 20. 10. 1957
- 21. 9. 1946 Radomír Holakovský
- 1. 3.  1947    Dominicus Georg. Mickel O. Cist
- 1. 3.  1951    Oldřich Mokrý O. Praem
- 1. 5.  1955    Vojtěch Noll
- 1. 8.  1957    Antonín Grus
- 9. 12. 1958   Jan Galbavý
- 1. 10. 1963   Ignác Stodůlka
- 1. 3.  1964    Milan Bezděk
- 1. 3.  1967    Anton Audy
- 1. 2.  1969    Jan Hroznata Svatek O. Praem
- 1. 5.  1969    Jan Stavinoha O. Praem
- 1. 1.  1975    Jaroslav Saller CSsR
- 1. 2.  1997    Jan Kozár, admin. exc. z Chomutova
- 1. 2.  2004 –  31. 12. 2012 Alois Heger, admin. exc. z Chomutova[4]

Kromě kněží stojících v čele farnosti, působili ve farnosti v průběhu její historie i jiní kněží. Většinou pracovali jako farní vikáři, kaplani, katecheté, výpomocní duchovní aj.

## Území farnosti
Do farnosti náleželo území obcí:
- Lažany (Losan)[p 2]
- Škrle (Skyrl)[p 2]
- Vysočany (Wissotschan)[p 2]
- Zálezly (Salesel)[p 2]

## Římskokatolické sakrální stavby a místa kultu na území farnosti
| | Fotografie | Stavba                          | Místo    | Bohoslužby                      | Zeměpisné souřadnice             | Status                                                                                            | Číslo kulturní památky                      |
| Kostely | Kostely    | Kostely                         | Kostely  | Kostely                         | Kostely                          | Kostely                                                                                           | Kostely                                     |
| --- | ---------- | ------------------------------- | -------- | ------------------------------- | -------------------------------- | ------------------------------------------------------------------------------------------------- | ------------------------------------------- |
| 1. |            | Kostel sv. Václava              | Vysočany | bližší informace o bohoslužbách | 50°23′26″ s. š., 13°31′41″ v. d. | do 31. prosince 2012 farní kostel, od 3. ledna 2013 filiální kostel farnosti – děkanství Chomutov | 21499/5-877 (Pk•MIS•Sez•Obr•WD) (Q21534306) |
| 2. |            | Kostel sv. Jakuba Staršího      | Škrle    | bližší informace o bohoslužbách | 50°24′58″ s. š., 13°32′0″ v. d.  | filiální kostel                                                                                   | 32758/5-443 (Pk•MIS•Sez•Obr•WD) (Q18718623) |
| Kaple |            |                                 |          |                                 |                                  |                                                                                                   |                                             |
| 3. |            | Kaple sv. Prokopa               | Lažany   | bližší informace o bohoslužbách | 50°23′58″ s. š., 13°30′41″ v. d. | obecní kaple                                                                                      | —                                           |
| Zaniklé sakrální stavby |            |                                 |          |                                 |                                  |                                                                                                   |                                             |
| 4. |            | Kostel svatých Andělů strážných | Vysočany | nelze sloužit                   | 50°23′26″ s. š., 13°31′36″ v. d. | zbořený hřbitovní kostel                                                                          | —                                           |
| Některé drobné sakrální stavby a pamětihodnosti lze dohledat zde v databázi Drobné sakrální památky Zaniklé sakrální stavby lze dohledat zde v databázi Poškozené a zničené kostely, kaple a synagogy v České republice |            |                                 |          |                                 |                                  |                                                                                                   |                                             |

Ve farnosti se mohou nacházet i další drobné sakrální stavby, místa římskokatolického kultu a pamětihodnosti, které neobsahuje tato tabulka.

## Galerie sakrálních pamětihodností ve farnosti

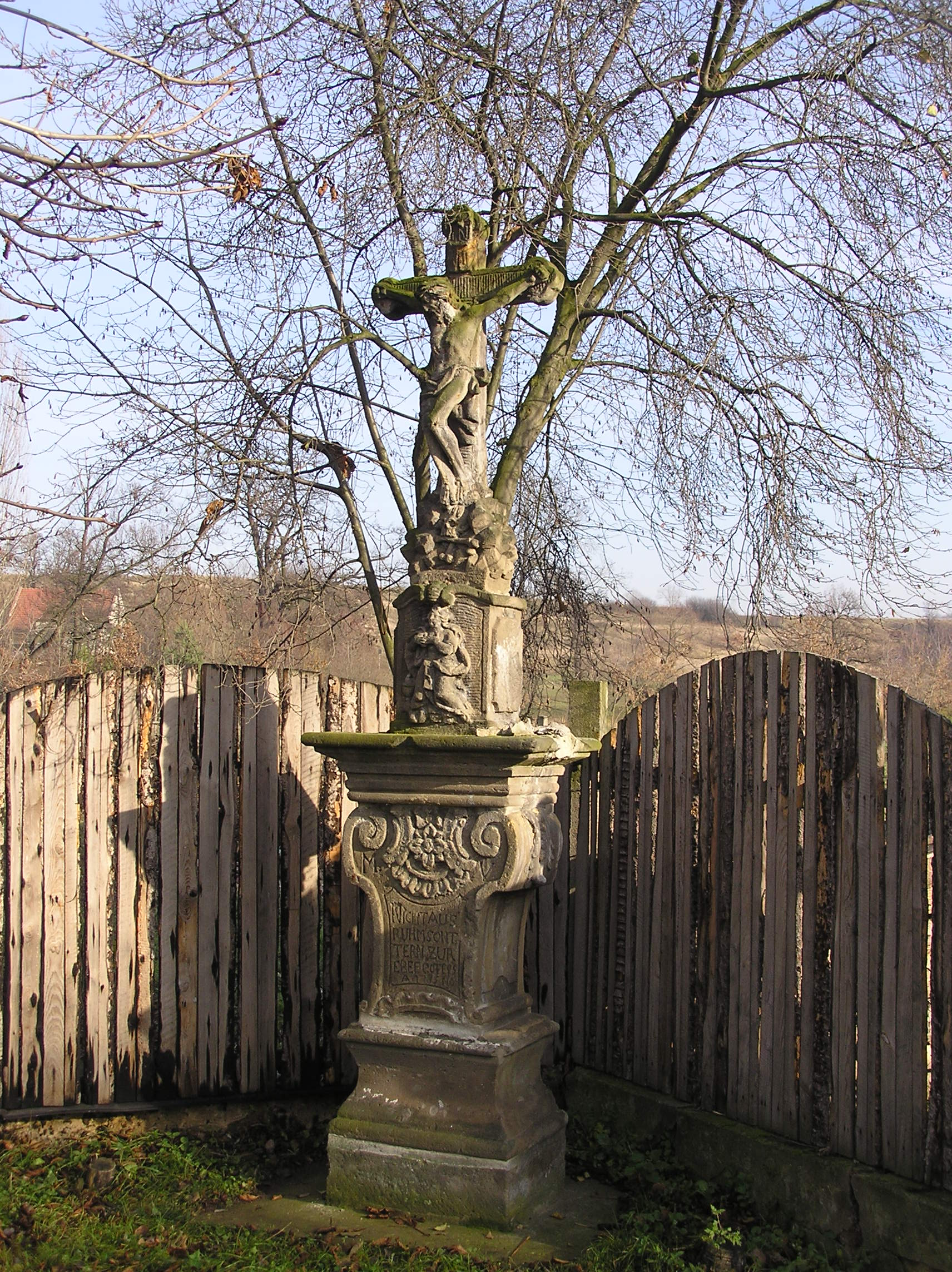
Kříž v obci Zálezly
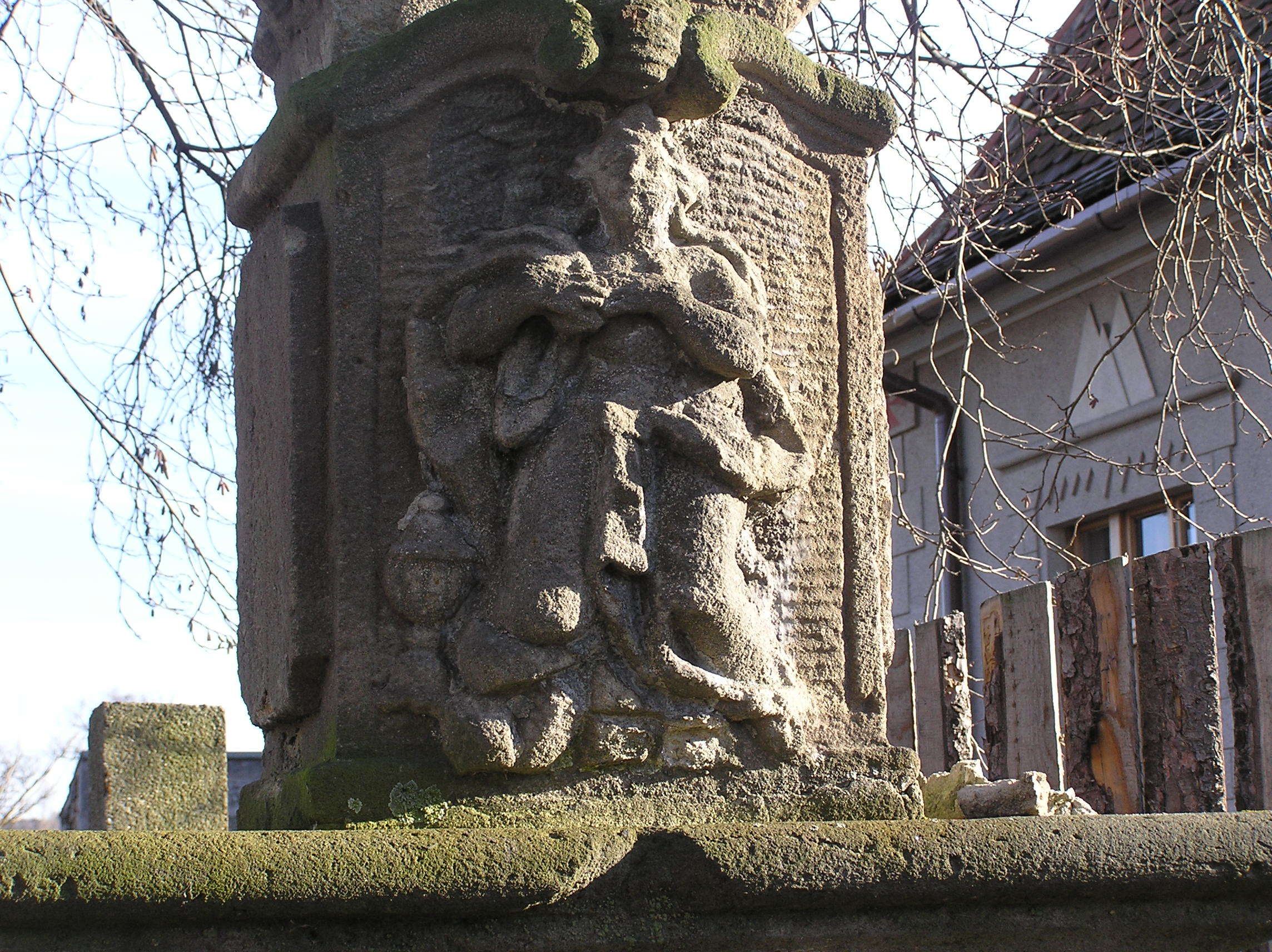
Detail sv. Máří Magdaleny na podstavci kříže v Zálezlech